# Hepatus epheliticus
Hepatus epheliticus är en kräftdjursart som först beskrevs av Carl von Linné 1763.  Hepatus epheliticus ingår i släktet Hepatus och familjen Hepatidae. Inga underarter finns listade i Catalogue of Life.

## Bildgalleri

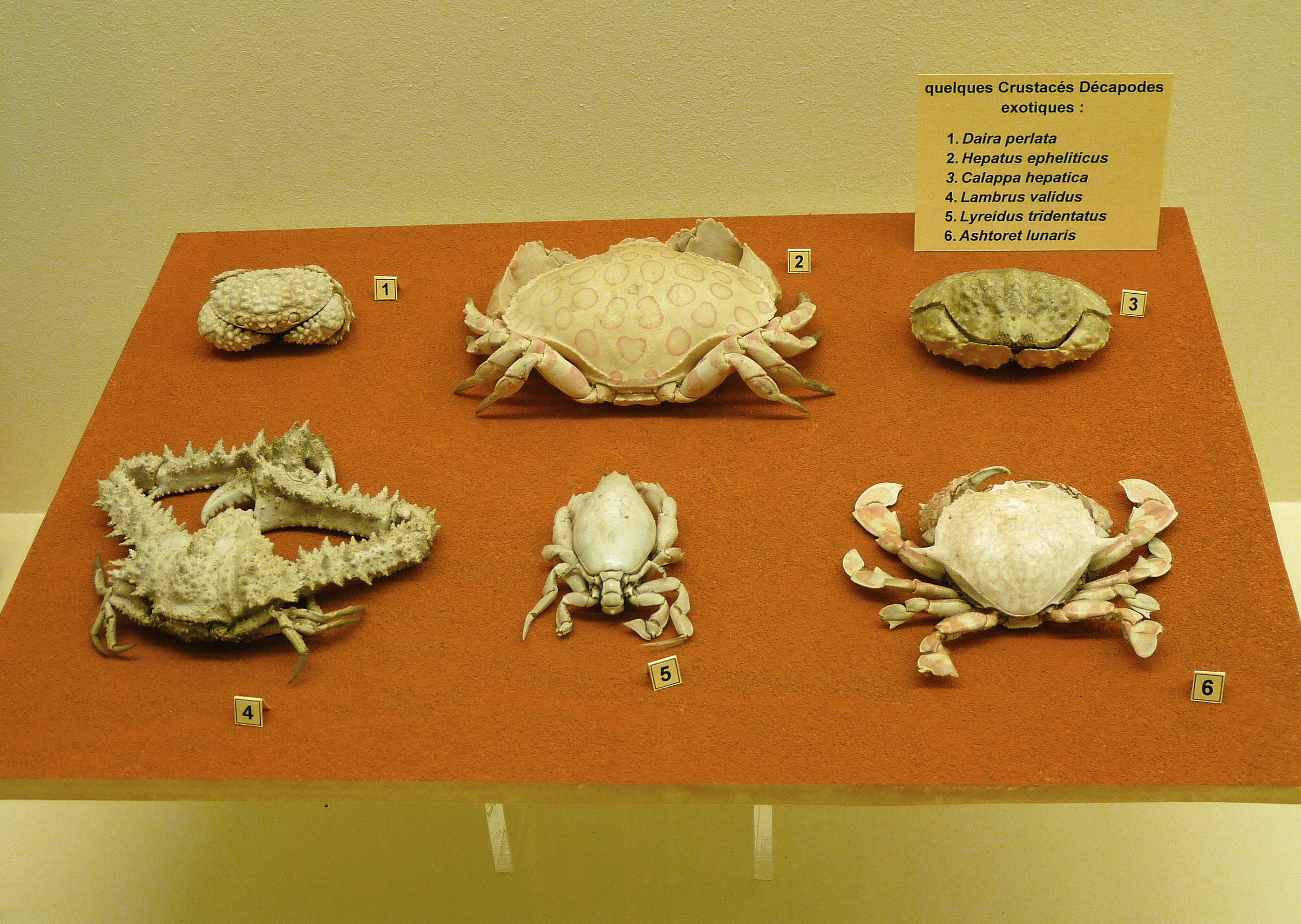
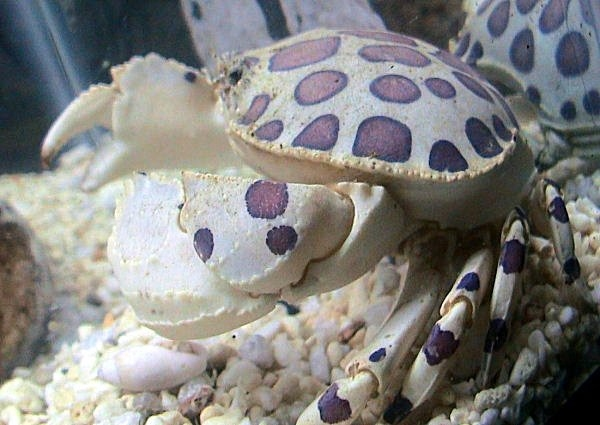